# Fighting Back (Album)
Fighting Back ist das Debütalbum der Band Battlezone, auch bekannt als Paul Di’Anno’s Battlezone. Es erschien 1985 über das britische Label Raw Power Records.

## Hintergrund
Nach einem erfolglosen AOR-Projekt unter seinem Nachnamen und der Supergroup Gogmagog gründete Di’Anno 1985 Battlezone. Die Band unterschrieb bei Raw Power und nahm ihr Debütalbum Fighting Back 1986 auf. Das Line.up bestand zu dieser Zeit aus den beiden Gitarristen John Wiggins (ex-Tokyo Blade) und John Hurley, Bassist Pete West sowie Schlagzeuger Bob Falck (später als Syd Falck bei Overkill). Für die Produktion zeichnete Ian Richardson verantwortlich. Das Studio befand sich in Dagenham, Essex.
Das Album verkaufte sich, insbesondere durch die Tourneen, recht gut.

## Musikstil
Musikalisch handelte es sich um eine Rückkehr von Paul Di’Anno zu seinen Wurzeln als Heavy-Metal-Sänger. Das Album ist im Stile der New Wave of British Heavy Metal gehalten, der Stil ist hart und schnell.

## Titelliste
Alle Songs bis auf (Forever) Fighting Back wurden von John Hurley geschrieben. (Forever) Fighting Back schrieb Bob Falck. Die Texte stammen von Paul Di’Anno.

### A-Seite
1. Welcome to the Battlezone – 3:25
2. Running Blind – 4:44
3. Welfare Warriors – 4:40
4. Too Much Heart – 4:45
5. Warchild – 2:50

### B-Seite
1. (Forever) Fighting Back – 2:21
2. Feel the Rock – 3:08
3. Voice on the Radio – 3:09
4. In the Darkness – 4:11
5. The Land God Gave to Cain – 7:21

### Songinfos
The Land God Gave to Cain handelt von Umweltthemen und basiert auf dem gleichnamigen Buch von Hammond Innes (deutsch: Labrador. Das Land Kains).

## Wiederveröffentlichungen
Das Album wurde in Teilen auf den Kompilationen Warchild, the Best of Battlezone (1988, Powerstation Records) sowie Fighting Back / Children of Madness (Cherry Red Records) wiedergegeben, wobei auf Grund der Laufzeit der CD von maximal 80 Minuten die Lieder Running Blind, Feel the Rock und Welfare Warriors gestrichen wurden. Vollständig enthalten ist es auf den Kompilationen Cessation of Hostilities (2001, Zoom Club Records), Paul Di’Anno’s Battlezone (2008, Mischief Music), Fighting Back (2011, Boxset, Mischief Music) und Killers in the Battlezone (3CD, Hear No Evil Recordings).